# Fairfield (Montana)
Fairfield è una città degli Stati Uniti d'America situata nel Montana, nella Contea di Teton.